# رولانداس پاکساس
رولانداس پاکساس (انگلیسی: Rolandas Paksas؛ زادهٔ ۱۰ ژوئن ۱۹۵۶) یک سیاست‌مدار اهل لیتوانی است.